# Sommer-Deaflympics 2005/Bowling
Bei den Sommer-Deaflympics 2005 in Melbourne wurden im “Sunshine AMF Bowling Center” zehn Wettbewerbe im Bowling ausgetragen.

## Frauen

### Einzel
| Platz | Land | Sportlerin        | Punkte |
| ----- | ---- | ----------------- | ------ |
| 1     | USA  | Lindy Decker      | 1185   |
| 2     | ITA  | Benedetta Fodera  | 1128   |
| 3     | KOR  | Young Cho         | 1126   |
| 4     | USA  | Sharon Rutherford | 1117   |
| 5     | USA  | Deborah White     | 1110   |
| 5     | USA  | Cheyenne Rogers   | 1110   |
| 7     | AUS  | Jina Chapman      | 1108   |
| 8     | TPE  | Shu-Min Huang     | 1100   |

Datum: 7. Januar 2005

### Doppel
| Platz | Land | Sportlerinnen                            | Punkte |
| ----- | ---- | ---------------------------------------- | ------ |
| 1     | USA  | Patricia Brothag, Sharon Rutherford      | 2308   |
| 2     | TPE  | Wen-Ni Chen, Cheng-Mei Hu                | 2231   |
| 3     | AUS  | Wendy Devlin, Jina Chapman               | 2187   |
| 4     | USA  | Lindy Decker, Cheyenne Rogers            | 2148   |
| 5     | SWE  | Ann-Charlotte Dahlberg, Annelie Karlsson | 2126   |
| 6     | TPE  | Shu-Min Huang, Yao-Chien Chang           | 2086   |
| 7     | SWE  | Eva Ulfsparre, Marie Eriksson            | 2077   |
| 8     | JPN  | Miyoko Ishii, Toshiko Matsukiyo          | 2072   |

Datum: 9. Januar 2005

### Trio
| Platz | Land | Sportlerinnen                                            | Punkte |
| ----- | ---- | -------------------------------------------------------- | ------ |
| 1     | SWE  | Ann-Charlotte Dahlberg, Eva Ulfsparre, Annelie Karlsson  | 3369   |
| 2     | USA  | Patricia Brothag, Lindy Decker, Sharon Rutherford        | 3336   |
| 3     | USA  | Deborah White, Cheyenne Rogers, Jerilyn Keller           | 3221   |
| 4     | KOR  | Sook Yang, Young Cho, Taisoon Kim                        | 3160   |
| 5     | FIN  | Kirsti Niemelä, Krystyna Virolainen, Liisa Parkkola      | 3086   |
| 6     | TPE  | Shu-Min Huang, Pik-Yee Hwang, Cheng-Mei Hu               | 3035   |
| 7     | GER  | Dagmar Becker-Daschmann, Renate Kühn, Manuela Wilczynski | 3029   |
| 8     | JPN  | Miyoko Ishii, Miyuki Fukuda, Miwako Kuriyama             | 2969   |

Datum: 11. Januar 2005

### Mannschaft
| Platz | Land               | Punkte |
| ----- | ------------------ | ------ |
| 1     | Chinesisch Taipeh  | 5334   |
| 2     | Vereinigte Staaten | 5265   |
| 3     | Schweden           | 5245   |
| 4     | Deutschland        | 4993   |
| 5     | Südkorea           | 4950   |
| 6     | Japan              | 4944   |
| 7     | Australien         | 4763   |
| 8     | Griechenland       | 4556   |

Datum: 13. Januar 2005

### Masters
| Platz | Land | Sportlerinnen          | Punkte |
| ----- | ---- | ---------------------- | ------ |
| 1     | USA  | Lindy Decker           | 3534   |
| 2     | SWE  | Ann-Charlotte Dahlberg | 3109   |
| 3     | TPE  | Cheng-Mei Hu           | 3035   |
| 4     | USA  | Sharon Rutherford      | 3025   |
| 5     | USA  | Cheyenne Rogers        | 2978   |
| 6     | KOR  | Young Cho              | 2950   |
| 7     | SWE  | Annelie Karlsson       | 2881   |
| 8     | SWE  | Eva Ulfsparre          | 2878   |

Datum: 15. Januar 2005

## Männer

### Einzel
| Platz | Land | Sportler            | Punkte |
| ----- | ---- | ------------------- | ------ |
| 1     | NOR  | Kjell Danielsen     | 1273   |
| 2     | TPE  | Li-Hsiao Chang      | 1260   |
| 3     | CAN  | George Halas        | 1254   |
| 4     | USA  | Joe Thompson        | 1249   |
| 5     | GER  | Bernd Zeitler       | 1243   |
| 6     | NED  | Martin Visser       | 1231   |
| 7     | NED  | Joost Duivenvoorden | 1214   |
| 8     | AUS  | David Dougall       | 1209   |

Datum: 6. Januar 2005

### Doppel
| Platz | Land | Sportler                         | Punkte |
| ----- | ---- | -------------------------------- | ------ |
| 1     | NED  | Frank Braan, Martin Visser       | 2487   |
| 2     | TPE  | Ching-Ling Chiu, Li-Hsiao Chang  | 2467   |
| 3     | USA  | Joe Thompson, Darrell Stogryn    | 2371   |
| 4     | SWE  | Ulf Andersson, Kent Johansson    | 2368   |
| 5     | JPN  | Haruo Kubo, Yoshihiro Shinno     | 2354   |
| 6     | MAS  | Mohd Mohamad, Mohd Awang         | 2345   |
| 7     | TPE  | Chung-Chin Cheng, Chung-Hung Lin | 2336   |
| 8     | KOR  | Sung Kim, Young Jo               | 2335   |

Datum: 8. Januar 2005

### Trio
| Platz | Land | Sportler                                             | Punkte |
| ----- | ---- | ---------------------------------------------------- | ------ |
| 1     | TPE  | Ching-Ling Chiu, Chung-Chin Cheng, Li-Hsiao Chang    | 3839   |
| 2     | SWE  | Ulf Andersson, Anders Nordell, Kent Johansson        | 3704   |
| 3     | ITA  | Paolo Monterosso, Stefano Quaranta, Lorenzo Salamone | 3556   |
| 4     | NED  | Frank Braan, Joost Duivenvoorden, Martin Visser      | 3491   |
| 4     | USA  | Raimondas Doblmeier, Robert Ellison, Gregory Olson   | 3491   |
| 6     | FIN  | Raimo Parkkinen, Jani Toivanen, Anssi Alander        | 3489   |
| 7     | NOR  | Stein Wroldsen, Kjell Danielsen, Steinar Karlsen     | 3467   |
| 8     | TPE  | Wei-Chien Wang, Chung-Hung Lin, Sheng-Fu Hsieh       | 3435   |

Datum: 10. Januar 2005

### Mannschaft
| Platz | Land              | Punkte |
| ----- | ----------------- | ------ |
| 1     | Chinesisch Taipeh | 5892   |
| 2     | Südkorea          | 5824   |
| 3     | Italien           | 5712   |
| 4     | Kanada            | 5692   |
| 5     | Japan             | 5659   |
| 6     | Niederlande       | 5643   |
| 7     | Finnland          | 5633   |
| 8     | Schweden          | 5630   |

Datum: 13. Januar 2005

### Masters
| Platz | Land | Sportler            | Punkte |
| ----- | ---- | ------------------- | ------ |
| 1     | TPE  | Li-Hsiao Chang      | 3499   |
| 2     | USA  | Darrell Stogryn     | 3334   |
| 3     | SWE  | Anders Nordell      | 3271   |
| 4     | NED  | Joost Duivenvoorden | 3260   |
| 5     | MAS  | Mohd Awang          | 3259   |
| 6     | CAN  | George Halas        | 3248   |
| 7     | TPE  | Chung-Chin Cheng    | 3218   |
| 8     | GBR  | Raymond Lay         | 3195   |

Datum: 15. Januar 2005

## Medaillenspiegel Bowling
| Medaillenspiegel Bowling | Medaillenspiegel Bowling | Medaillenspiegel Bowling | Medaillenspiegel Bowling | Medaillenspiegel Bowling | Medaillenspiegel Bowling |
| Platz                    | Land                     | G                        | S                        | B                        | Gesamt                   |
| ------------------------ | ------------------------ | ------------------------ | ------------------------ | ------------------------ | ------------------------ |
| 01                       | Chinesisch Taipeh        | 4                        | 3                        | 1                        | 8                        |
| 02                       | Vereinigte Staaten       | 3                        | 3                        | 2                        | 8                        |
| 03                       | Schweden                 | 1                        | 2                        | 2                        | 5                        |
| 04                       | Niederlande              | 1                        | -                        | -                        | 1                        |
| 04                       | Norwegen                 | 1                        | -                        | -                        | 1                        |
| 06                       | Italien                  | -                        | 1                        | 2                        | 3                        |
| 07                       | Südkorea                 | -                        | 1                        | 1                        | 2                        |
| 08                       | Australien               | -                        | -                        | 1                        | 1                        |
| 08                       | Kanada                   | -                        | -                        | 1                        | 1                        |
| Total                    | Total                    | 10                       | 10                       | 10                       | 30                       |